# Erdal Rakip
Erdal Rakip (Malmö, 13 de febrero de 1996) es un futbolista sueco que juega de centrocampista en el Antalyaspor de la Superliga de Turquía.

## Trayectoria
Rakip comenzó su carrera deportiva en el Malmö FF en 2013, debutando en la Allsvenskan el 1 de junio frente al IF Brommapojkarna.

### Benfica
En 2018 fichó por el S. L. Benfica de la Primeira Liga, que lo cedió al Crystal Palace de la Premier League inglesa, sin llegar a debutar en ninguno de los dos equipos.

### Regreso al Malmö
En febrero de 2019 regresó al Malmö FF.

## Selección nacional
Rakip fue internacional sub-17, sub-19 y sub-21 con la selección de fútbol de Suecia. Con la sub-17 disputó la Copa Mundial de Fútbol Sub-17 de 2013, en la que su selección quedó tercera.
En categoría absoluta optó por jugar con Macedonia del Norte, realizando su estreno el 8 de octubre de 2021 en la clasificación para el Mundial 2022 ante Liechtenstein.

## Clubes
| Club                          | País       | Año       |
| ----------------------------- | ---------- | --------- |
| Malmö FF                      | Suecia     | 2013-2017 |
| S. L. Benfica                 | Portugal   | 2018-2019 |
| Crystal Palace F. C. (cedido) | Inglaterra | 2018      |
| Malmö FF                      | Suecia     | 2019-2022 |
| Antalyaspor                   | Turquía    | 2023-     |

## Palmarés

### Títulos nacionales
| Título              | Club     | País   | Año  |
| ------------------- | -------- | ------ | ---- |
| Allsvenskan         | Malmö FF | Suecia | 2013 |
| Allsvenskan         | Malmö FF | Suecia | 2014 |
| Supercopa de Suecia | Malmö FF | Suecia | 2014 |
| Allsvenskan         | Malmö FF | Suecia | 2016 |
| Allsvenskan         | Malmö FF | Suecia | 2017 |
| Allsvenskan         | Malmö FF | Suecia | 2020 |
| Allsvenskan         | Malmö FF | Suecia | 2021 |
| Copa de Suecia      | Malmö FF | Suecia | 2022 |